# Ewa Urbańska
Ewa  Urbańska – od wczesnych lat 80. dziennikarka TVP. Autorka wielu cykli programowych realizujących misję telewizji publicznej. Absolwentka Wydziałów Dziennikarstwa i Fizyki na Uniwersytecie Warszawskim. Studiowała w Wyższej Szkole Filmowej w Łodzi na Wydziale Reżyserii Filmowej i Telewizyjnej.
W Telewizji Edukacyjnej kierowała redakcją popularyzacji nauki. Autorka i prowadząca wielu cykli programowych realizowanych w TVP1, TVP2  i TV Polonia:
- Przybysze z Matplanety – autorka pomysłu, scenariusza i dialogów cyklu widowisk fantastycznonaukowych z elementami matematyki dla najmłodszych, realizowanych wczesną techniką blue boxu;
- Wieża Babel – autorka scenariusza i prowadząca cyklu programów, będących zhumanizowaną wersją popularyzacji wiedzy przyrodniczej z udziałem wybitnych naukowców i wykorzystaniem prac komputerowych, plastycznych oraz performance studentów krakowskiego ASP, oraz scenek aktorskich w wykonaniu studentów krakowskiej Szkoły Teatralnej według futurologicznych pomysłów  i dialogów jej autorstwa;
- Jaskiniowcy – autorka scenariusza, dialogów i realizatorka cyklu widowisk z elementami ekonomii i sporą dawką humoru, z udziałem znanych aktorów krakowskich;
- Atom, gwiazdy, życie – autorka cyklu  programów prezentujących najnowsze odkrycia w naukach przyrodniczych z udziałem wybitnych przedstawicieli nauki;
- Czary, diabły, czarownice – autorka i prowadząca cyklu widowisk na podstawie eseju francuskiego historyka Jules'a Micheleta "Czarownica";
- Nasz wiek XX – autorka i prowadząca cyklu programów o przyszłości rozwoju naszej cywilizacji z udziałem wybitnych naukowców, realizowanych „na żywo”;
- Jaśniej niż tysiąc słońc – autorka filmu o historii atomistyki;
- Z wiedzą przez życie – autorka i prowadząca magazynu popularnonaukowego we współpracy z redakcją „Wiedzy i Życia”;
- Fizyka dla humanistów – autorka cyklu programów, będących próbą zhumanizowania nauk ścisłych;
- Polskie drzewa – autorka cyklu łączącego różne dziedziny wiedzy od chemii i biologii po historię i literaturę;
- My w kosmosie – autorka i prowadząca cyklu o historii podboju kosmosu;
- Nie tylko dinozaury – autorka i prowadząca cyklu poświęconego paleontologii i geologia w żartobliwej formie dla młodych wiekiem lub duchem widzów;
- Fantastyczne opowieści – autorka i prowadząca cykl programów popularyzujących literaturę fantastycznonaukową i futurologię;
- Kamienie z tej i nie z tej ziemi – autorka i prowadząca cyklu ciekawe o meteorytach i minerałach;
- Sezam – autorka i prowadząca magazynu popularnonaukowego;
- Opowieści Księżniczki Lilavati – autorka i prowadząca cyklu matematycznego dla dzieci w formie bajkowych opowieści;
- Przygody Kapitana REMO – autorka cyklu dla dzieci, popularyzującego nauki przyrodnicze;
- Profesor Smok i przyjaciele – autorka scenariusza i dialogów, zrealizowała cykl widowisk, będący nowatorską formą nauczania języka polskiego w oparciu o nowoczesny projekt metodyczny stworzony na Uniwersytecie Jagiellońskim.

Zrealizowała także kilkadziesiąt filmów dokumentalnych i reportaży o różnorodnej tematyce – od popularyzacji nauki, po kulturalną i  społeczną.